# 赤佐村
赤佐村（あかさむら）は静岡県の西部、豊田郡・浜名郡に属していた村である。
現在の浜松市浜名区東部、天竜川右岸にあたる。もともと天竜川左岸の豊田郡に属していたが、天竜川の流路の変更により左岸の浜名郡に所属郡が変更となった。

## 地理
- 河川：天竜川

## 歴史
- 1889年（明治22年）4月1日 - 町村制の施行により、豊田郡於呂村・尾野村・根堅村の区域をもって成立。
- 1896年（明治29年）4月1日 - 郡制の施行により所属郡が浜名郡に変更。
- 1956年（昭和31年）4月1日 - 浜名郡浜名町・北浜村・中瀬村・引佐郡麁玉村と新設合併し、浜名郡浜北町が発足。同日赤佐村廃止。

## 交通

### 鉄道路線
- 日本国有鉄道
  - 二俣線：岩水寺駅
- 遠州鉄道
  - 二俣電車線：遠州岩水寺駅

### 道路
- 国道152号